# CTNS
CTNS (англ. Cystinosin, lysosomal cystine transporter) – білок, який кодується однойменним геном, розташованим у людей на короткому плечі 17-ї хромосоми. Довжина поліпептидного ланцюга білка становить 367 амінокислот, а молекулярна маса — 41 738.
| 10         |  | 20         |  | 30         |  | 40         |  | 50         |
| ---------- |  | ---------- |  | ---------- |  | ---------- |  | ---------- |
| MIRNWLTIFI |  | LFPLKLVEKC |  | ESSVSLTVPP |  | VVKLENGSST |  | NVSLTLRPPL |
| NATLVITFEI |  | TFRSKNITIL |  | ELPDEVVVPP |  | GVTNSSFQVT |  | SQNVGQLTVY |
| LHGNHSNQTG |  | PRIRFLVIRS |  | SAISIINQVI |  | GWIYFVAWSI |  | SFYPQVIMNW |
| RRKSVIGLSF |  | DFVALNLTGF |  | VAYSVFNIGL |  | LWVPYIKEQF |  | LLKYPNGVNP |
| VNSNDVFFSL |  | HAVVLTLIII |  | VQCCLYERGG |  | QRVSWPAIGF |  | LVLAWLFAFV |
| TMIVAAVGVT |  | TWLQFLFCFS |  | YIKLAVTLVK |  | YFPQAYMNFY |  | YKSTEGWSIG |
| NVLLDFTGGS |  | FSLLQMFLQS |  | YNNDQWTLIF |  | GDPTKFGLGV |  | FSIVFDVVFF |
| IQHFCLYRKR |  | PGYDQLN    |  |            |  |            |  |            |

A: Аланін

C: Цистеїн

D: Аспарагінова кислота

E: Глутамінова кислота

F: Фенілаланін

G: Гліцин

H: Гістидин

I: Ізолейцин

K: Лізин

L: Лейцин

M: Метіонін

N: Аспарагін

P: Пролін

Q: Глутамін

R: Аргінін

S: Серин

T: Треонін

V: Валін

W: Триптофан

Задіяний у таких біологічних процесах, як транспорт, альтернативний сплайсинг. 
Локалізований у клітинній мембрані, мембрані, лізосомі.